# Еренбург Сергій Володимирович
Сергій Володимирович Еренбург (рос. Сергей Владимирович Эренбург; нар. 27 січня 1983, Бійськ) – американський шахіст, представник Росії до 1999 року, представник Ізраїлю до 2013 року, гросмейстер від 2003 року.

## Шахова кар'єра
У 1996, 1997 i 1998 роках брав участь у фіналах чемпіонатів Росії серед юнаків, відповідно в категоріях до 14, 16 i 18 років. 2008 року поділив 1-ше місце серед юнаків до 18 років, який проходив за швейцарською системою в Москві, а також поділив 2-ге місце (позаду Євгена Постного, разом з Михайлом Ройзом) на турнірі за круговою системою в Тель-Авіві. Між 1999 і 2003 роками п'ять разів представляв Ізраїль na чемпіонатах світу серед юнаків до 16, 18 i 20 років, найкращий результат показав 2001 року в Орпезі, де на ЧС 18 років посів 6-те місце. У 2002 i 2003 роках здобував золоті медалі чемпіонату країни серед юніорів до 20 років, a у 2004 році – звання чемпіона Ізраїлю. 2005 року представляв національну збірну на командному чемпіонаті світу та командному чемпіонаті Європи, на яких здобув срібну медаль. Того самого року брав участь у кубку світу, в 1-му колі перемігши Звіада Ізорію, a в 2-му поступився Костянтину Сакаєву.
Гросмейстерські норми виконав у Будапешті (2002, турнір First Saturday, 3-тє місце позаду Левенте Вайди i Євгена Постного), Тель-Авіві (2002, посів 1-ше місце) i в командних чемпіонатах Ізраїлю (2003). Серед його індивідуальних успіхів можна відзначити:
- 2000 – поділив 2-ге місце в Будапешті (турнір First Saturday FS07 IM-A, позаду Чжао Сюе),
- 2002 – поділив 2-ге місце в Тель-Авіві (позаду Авігдора Биховського, разом зі Звулоном Гофштейном i Даном Цолером),
- 2003 – поділив 1-ше місце в Лас-Пальмасі (разом з Сергієм Азаровим),
- 2004 – посів 1-ше місце в Будапешті (турнір First Saturday FS09 GM), поділив 2-ге місце в Будапешті (турнір Novotel-B, позаду Нгуєна Нгока Чионга Шона, разом з Мірчою-Еміліаном Пирліграсом),
- 2005/06 – поділив 2-ге місце в Гастінґсі (позаду Валерія Невєрова, разом з Вінсентом Коліном i Мерабом Гагунашвілі),
- 2006 – поділив 1-ше місце в Амстердамі (разом із Сергієм Тівяковим i Фрісо Нейбуром),
- 2007 – посів 1-ше місце в Парсіппанах,
- 2008 – посів 1-ше місце в Бранхбургу, посів 1-ше місце в Потакеті.

Увага: список успіхів неповний (поповнити від 2009 року).
Найвищий рейтинг Ело дотепер мав станом на 1 січня 2013 року, досягнувши 2637 пунктів, посідав тоді 4-те місце серед ізраїльських шахістів.

## Зміни рейтингу
| На цьому місці має відображатися графік чи діаграма, однак з технічних причин його відображення наразі вимкнено. Будь ласка, не видаляйте код, який викликає це повідомлення. Розробники вже працюють для того, щоби відновити штатне функціонування цього графіка або діаграми. | |
| | На цьому місці має відображатися графік чи діаграма, однак з технічних причин його відображення наразі вимкнено. Будь ласка, не видаляйте код, який викликає це повідомлення. Розробники вже працюють для того, щоби відновити штатне функціонування цього графіка або діаграми. |